# Простор гонг културе
Простор гонг културе у Вијетнамском висоравни ( виј. Không gian văn hóa Cồng Chiêng Tây Nguyên) је регион у централном Вијетнаму који је дом културама које цене гонгове. Простире се у провинцијама Тај Нгујен (Средње горје) Кон Тум, Гиа Лаи, Ђак Лак, Ђак Нонг и Лам Ђонг . УНЕСКО га је 25. новембра 2005. године прогласио за ремек-дело нематеријалне баштине човечанства 
Култура гонга види гонг као привилеговану везу између људи и натприродног, где сваки гонг садржи божанство чија моћ одговара старости гонга. На њега су снажно утицале економске и друштвене трансформације које су пореметиле традиционални пренос знања и лишиле гонгове духовног значаја.